# Saccardoëlla kanderana
Saccardoëlla kanderana är en svampart som tillhör divisionen sporsäcksvampar, och som beskrevs av Math. Saccardoëlla kanderana ingår i släktet Saccardoella, klassen Sordariomycetes, divisionen sporsäcksvampar och riket svampar. Arten är reproducerande i Sverige.